# Vụ đánh bom xe buýt Côn Minh 2008
Đánh bom xe buýt 2008 diễn ra vào ngày 21.7.2008, vụ đánh bom diễn ra trên chiếc xe buýt công cộng ở trung tâm thành phố Côn Minh, thủ phủ của tỉnh Vân Nam, tây nam Trung Quốc, làm hai người thiệt mạng. Theo cảnh sát thì các vụ nổ là có chủ ý. Các vụ tấn công xảy ra giữa lúc căng thẳng tăng cao do Thế vận hội Bắc Kinh. Trung Quốc sau đó cho biết các vụ nổ là "không phải là một hành động khủng bố".

## Diễn biến
Các vụ nổ xảy ra cách nhau khoảng một giờ trong buổi sáng giờ giao thông cao điểm tại trung tâm thành phố Côn Minh, sở cảnh sát thành phố cho biết trong một tuyên bố. Vụ nổ đầu tiên xảy ra vào lúc khoảng 7:00 pm (2300 GMT ngày chủ nhật), giết chết một phụ nữ và làm bị thương 10 người khác, báo cáo của cảnh sát Côn Minh cho biết. "kính trên cả hai bên của chiếc xe đã vở tan và một số ghế ngồi đã bị biến dạng". Vụ nổ thứ hai đến khoảng một giờ sau đó trên cùng một tuyến đường và giết chết một người đàn ông, bốn người khác bị thương, theo báo cáo.
Đoạn phim phát sóng trên truyền hình nhà nước cho thấy một lỗ lớn bị hất tung đi ở phía bên của một trong các xe buýt và thiệt hại lớn tới nội thất của nó. Bức ảnh đăng trên Vân Nam Daily Trang web cho thấy một trong các cửa sổ của xe bị mất bởi vụ nổ và kính vỡ trên đường.